# Ježovy
Ježovy (německy Jeschow, též Gežow) jsou obec v okrese Klatovy v Plzeňském kraji. Žije zde 215 obyvatel.

## Historie
První písemná zmínka o obci pochází z roku 1251.

## Obyvatelstvo
| Rok            | 1869 | 1880 | 1890 | 1900 | 1910 | 1921 | 1930 | 1950 | 1961 | 1970 | 1980 | 1991 | 2001 | 2011 | 2021 |
| -------------- | ---- | ---- | ---- | ---- | ---- | ---- | ---- | ---- | ---- | ---- | ---- | ---- | ---- | ---- | ---- |
| Počet obyvatel | 626  | 600  | 559  | 593  | 630  | 617  | 580  | 368  | 362  | 309  | 301  | 250  | 254  | 234  | 230  |
| Počet domů     | 95   | 96   | 96   | 97   | 97   | 98   | 105  | 110  | 105  | 98   | 89   | 108  | 107  | 110  | 109  |

## Obecní správa
Mezi lety 1850–1979 byly Ježovy obcí v okrese Přeštice (1869–1950) a později v okrese Klatovy. Od 1. ledna 1976 do 23. listopadu 1990 patřily jako část městyse k Chudenicím a od 24. listopadu 1990 jsou opět samostatnou obcí.

### Části obce
- Chlumská
- Ježovy
- Trnčí

### Obecní symboly
Znak a vlajka byly obci uděleny rozhodnutím předsedy Poslanecké sněmovny Parlamentu České republiky dne 10. září 2021.

## Pamětihodnosti
- Na severovýchodním okraji návsi stojí památkově chráněný hospodářský dvůr a ježovský zámek dochovaný v barokní podobě z osmnáctého století.[8][9]
- Mohylník, archeologické naleziště v lese Dolejší
- Usedlost čp. 36

### Zajímavosti
- Přírodní zahrada U Konipáska